# Prințul Gustav Adolf, Duce de Västerbotten
Prințul Gustaf Adolf, Duce de Västerbotten (22 aprilie 1906 - 26 ianuarie 1947) a fost cel mai mare fiu al regelui Gustaf al VI-lea Adolf al Suediei și a primei lui soții Prințesa Margaret de Connaught. Mama lui era nepoată a reginei Victoria, de vreme ce era fiica Prințului Arthur, Duce de Connaught, care era fiul reginei Victoria.
Gustaf Adolf a fost tatăl actualului monarh al Suediei, regele Carl XVI Gustaf.

## Biografie

### Familie

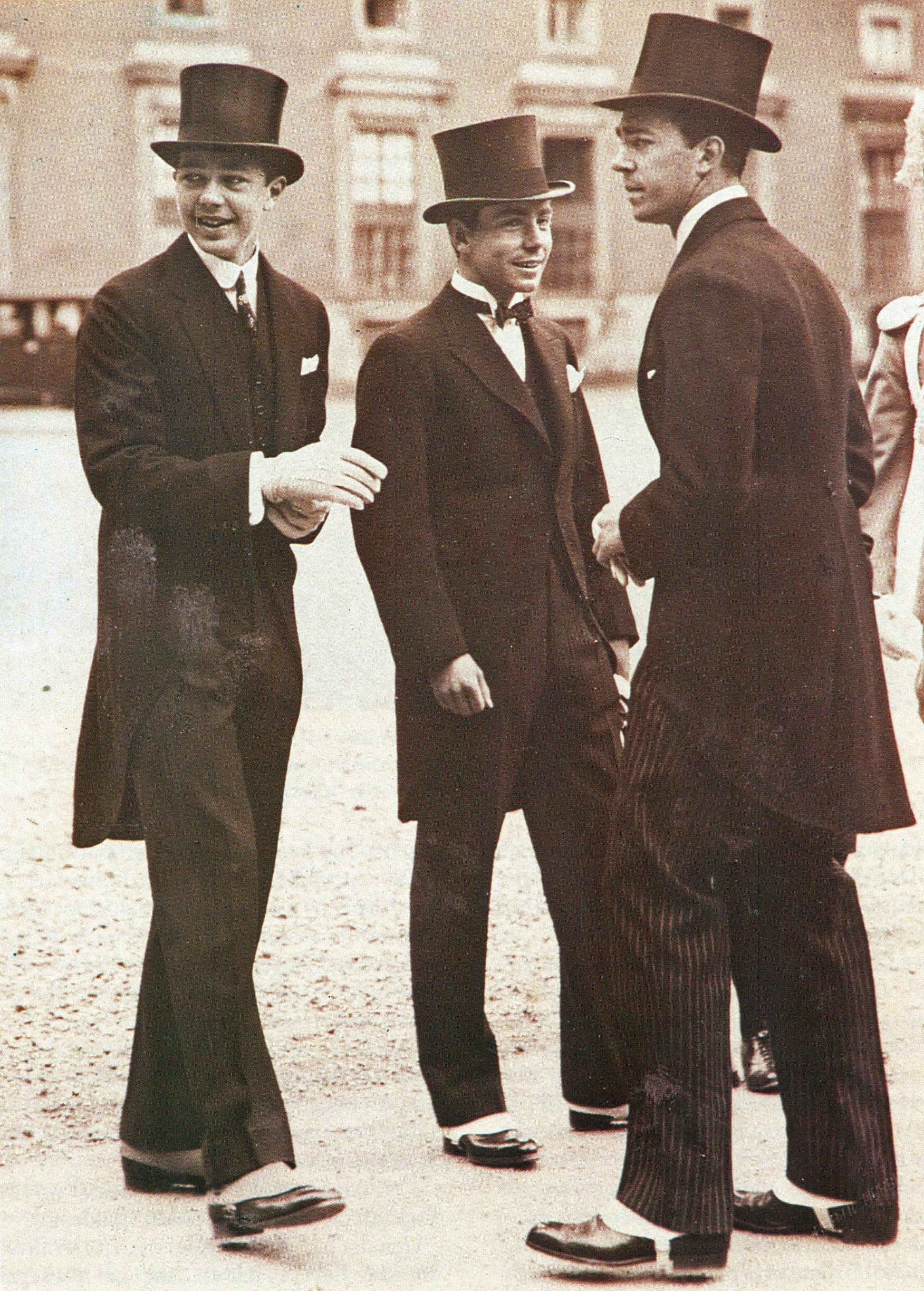
Prințul Gustaf Adolf împreună cu doi dintre frații săi: Prințul Bertil și Prințul Sigvard, la Palatul Regal.

Gustaf Adolf s-a născut la Palatul Regal la 22 aprilie 1906 la ora 23:10; a fost fiul cel mare al Ducelui și Ducesei de Skåne. În anul următor, după decesul regelui Oscar al II-lea, tatăl său a devenit prinț moștenitor. Prințul Gustaf Adolf a primit titlul de Duce de Västerbotten și a fost fratele mai mare a Prințului Sigvard, Prințului Bertil, Prințului Carl și a Prințesei Ingrid.
A crescut în partea de nord-est a Palatului Regal, pe care părinții săi îl renovau și modernizau. Cum mama sa a fost englezoaică, engleza a devenit a doua limbă maternă a prințului alături de suedeză. De la mama sa a moștenit, de asemenea, interesul pentru sport și responsabilitatea socială. Când Gustaf Adolf a împlinit 14 ani, mama sa a murit pe neașteptate iar copiii au fost dați în grija a două doamne de la curte.
Tatăl lui s-a recăsătorit cu Louise Mountbatten în 1923 și familia s-a mutat la palatul Ulriksdal. Întreaga copilărie și-a petrecut verile la Palatul Sofiero de ale cărui grădini a avut grijă extremă cât a fost în viață Prințesa Margaret.
În aprilie 1924, Gustaf Adolf a devenit major și a preluat pentru prima dată afacerile guvernului când bunicul său regele Gustaf al V-lea și tatăl său au plecat în străinătate.
Prințul Gustaf Adolf și frații lui au călătorit în mod regulat în Marea Britanie. Într-o vizită la Londra în 1931 și-a cunoscut viitoarea soție, Prințesa Sibylla de Saxa-Coburg-Gotha. La 15 iunie 1932 a avut loc logodna oficială a prințului cu Sibylla iar la 20 octombrie în același an, la Coburg, a avut loc nunta, o sărbătoare foarte generoasă, care a atras mulți membri ai nobilimii europene.
Cuplul a avut cinci copii: patru fete și un băiat. Familia s-a stabilit la Palatul Haga. Deoarece Sibylei îi era greu să învețe suedeza, limba folosită în casă a fost engleza.

### Educație
Gustaf Adolf a studia la o școală cu internat la Värmland între 1918 și 1924. Mai târziu a primit o educație militară devenind locotenent al regimentului de la Livgarde. La Școala Superioară de Război dobândește gradul de căpitan de cavalerie.
La Universitatea de la Uppsala a studiat științe politice, drept, germană, franceză și istorie. Mai târziu, el a continuat studiile la Școala Superioară de Economie, unde a studiat științe economice și sociale.
A fost președinte al Asociației Internaționale de Cercetași în 1932; a fost președinte al Comitetului Olimpic suedez, al Federației Regale Suedeze de Sport și a Asociației suedeze de vânătoare. A fost, de asemenea, membru de onoare al Academiei de Științe și al Academiei de Științe Militare.

### Politici și Al Doilea Război Mondial

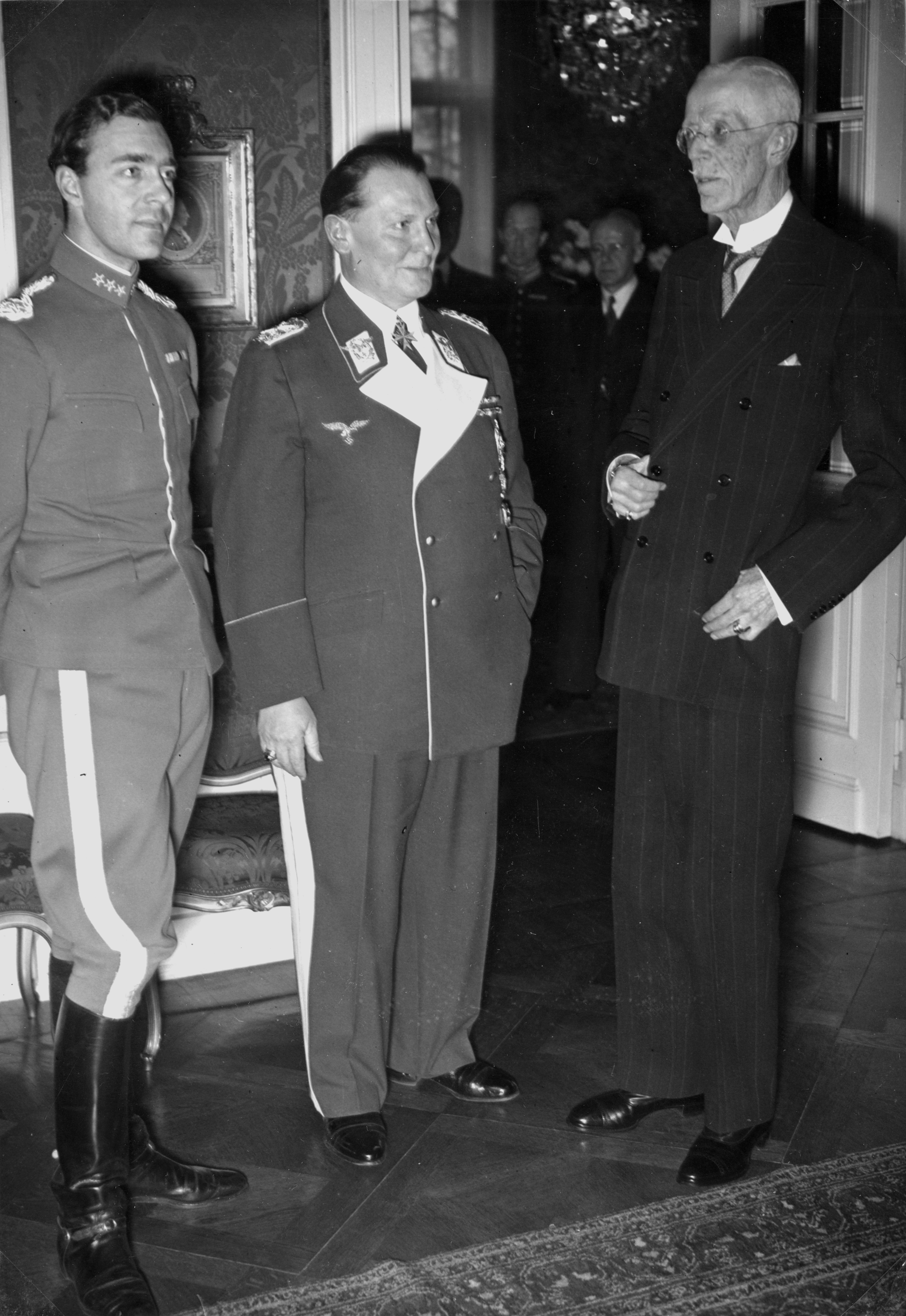
Prințul Gustaf Adolf, Hermann Göring și regele Gustaf al V-lea al Suediei la Berlin 1939.

Unii jurnaliști și istorici recenți portretizează pe Gustaf Adolf ca simpatizant față de mișcarea nazistă în anii 1930, o opinie care a fost extrem de dezbătută și criticată. Ca reprezentant oficial al Suediei, Gustav Adolf s-a întâlnit cu mulți lideri naziști, inclusiv cu Adolf Hitler și Hermann Göring (acesta din urmă a trăit în Suedia și a avut mulți prieteni din clasa superioară suedeză). Ca prinț foarte rar a vorbit despre chestiuni politice și nu a lăsat nici o dovadă scrisă a oricărei simpatii politice de orice fel.
Aceste zvonuri l-au făcut foarte nepopular printre mulți suedezi în timpul vieții. Cu toate acestea, potrivit jurnalistului și autorului Staffan Skott în cartea sa Alla Dessa Bernadottar, aceste zvonuri sunt contrazise de scrisori și jurnale ale suedezilor influenți inclusiv de diplomatul Sven Grafström și soția ministrului Gustav Möller ca și de fiul vitreg al lui Hermann Göring care a spus că o vizită a prințului acasă la Göring a fost un eșec și că Göring și  Gustaf Adolf nu s-au simțit bine împreună. De asemenea, ziarul antinazist "Expressen" a declarat că zvonurile au fost negate de "martori plauzibili care erau profund pro-democrați". Curtea regală suedeză, de asemenea, a făcut o declarație negând orice simpatie nazistă.
În timpul anilor 1940 a obținut gradul de locotenent colonel.

### Deces
La zece luni după nașterea fiului său, prințul a participat la o vânătoare în Olanda, la invitația lui Bernhard al Țărilor de Jos (soțul reginei Juliana a Olandei). La 26 ianuarie 1947, la întoarcerea acasă, avionul în care se afla moștenitorul Suediei s-a prăbușit în flăcări în apropiere de Kastrup. 
Funeraliile au avut loc la catedrala Estocolmo la 4 februarie în prezența a peste 100.000 de persoane. Prințul a fost îngropat în cimitirul de la Palatul regal Haga, o suburbie a Stockholmului.